# كارل فريدريك سورينسن
كارل فريدريك سورينسن (بالدنماركية: C.F. Sørensen)‏ هو رسام دنماركي، ولد في 8 فبراير 1818 في شامسو في الدنمارك، وتوفي في 24 يناير 1879 في كوبنهاغن في الدنمارك.

## معرض صور

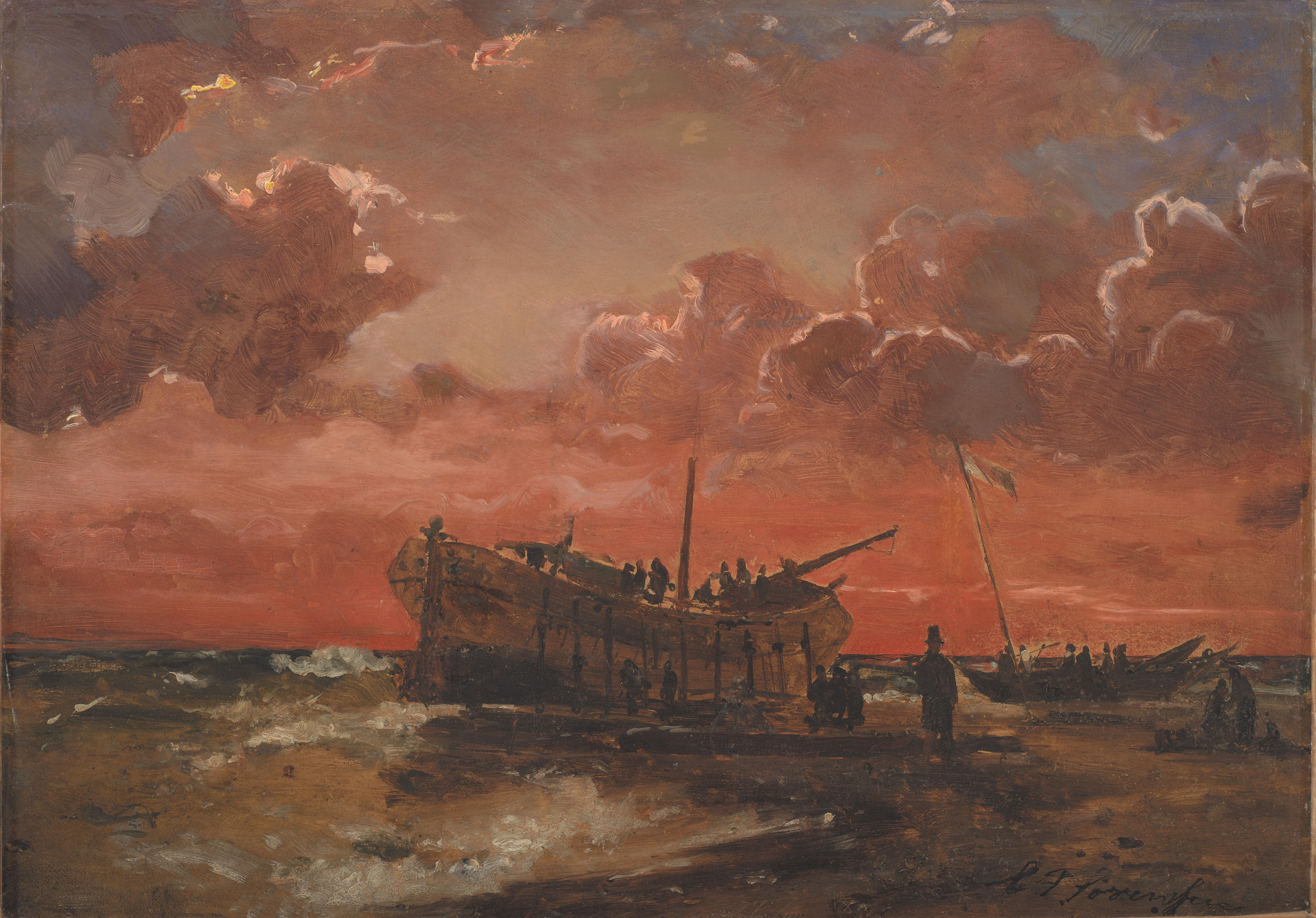
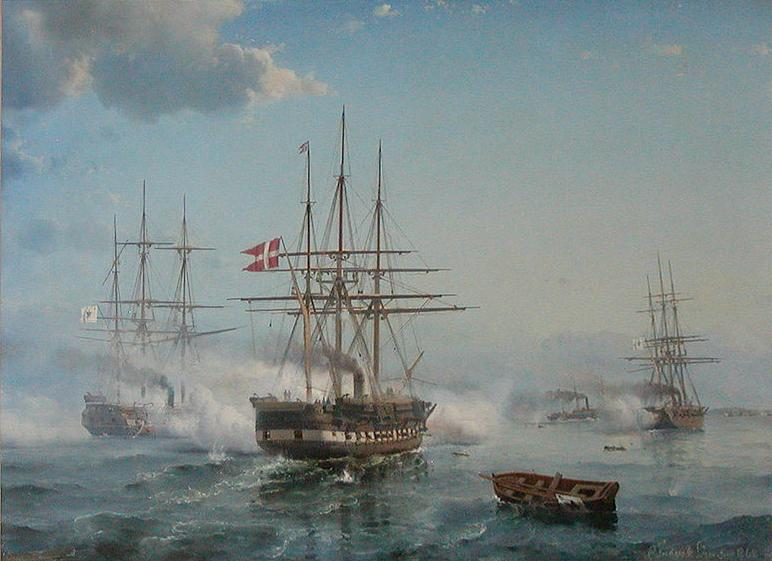
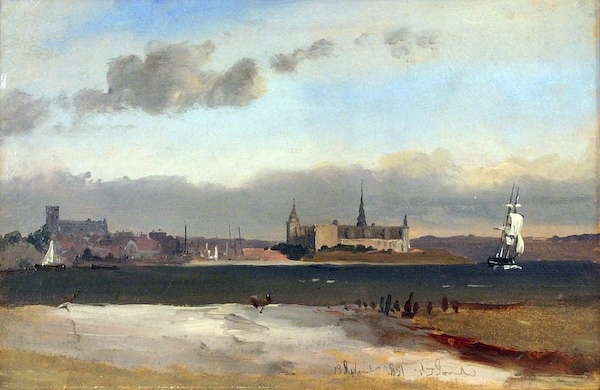